# 井村久則
井村 久則（いむら ひさのり、1954年2月 - ） は、日本の化学者。分析化学専攻。金沢大学名誉教授。公益財団法人金沢子ども科学財団常務理事兼事務局長。元日本溶媒抽出学会会長。息子はYouTuberの井村俊哉。

## 人物・経歴
1976年金沢大学理学部化学科卒業。1981年東北大学大学院理学研究科化学専攻博士課程後期修了、理学博士、東北大学理学部助手。1988年茨城大学理学部助手。1989年茨城大学理学部助教授。1990年フロリダ州立大学化学科博士研究員。
1995年茨城大学理学部教授。2003年茨城県公害審査会委員。2006年金沢大学大学院自然科学研究科教授、文部科学省科学技術政策研究所科学技術の状況に係る総合的意識調査（定点調査）協力者。
2008年日本学術振興会科学研究費委員会専門委員、石川県教育委員会スーパーサイエンスハイスクール運営指導委員会石川県立小松高等学校SSH運営指導委員。2010年大学入試センター第1委員会委員（問題作成）、石川県環境放射線測定技術委員会委員、石川県温排水影響検討委員会委員、石川県原子力環境安全管理協議会委員。2014年日本溶媒抽出学会会長。
2016年金沢大学理工学域物質化学類長、金沢大学理工研究域物質化学系長。分析化学専攻で、日本分析化学会中部支部長も務めた。
2019年には研究実績並びに石川県の教育・環境行政への貢献が評価され石川テレビ賞を受賞した。同年定年退職、金沢大学名誉教授。石川県環境審議会委員、石川県廃棄物処理施設専門委員会委員、金沢子ども科学財団常務理事兼事務局長、高峰譲吉博士顕彰会理事等。

## 著書
- 『改訂六版分析化学便覧』丸善　2011年　編著
- 『分析化学実技シリーズ機器分析編１ 吸光・蛍光分析』共立出版　2011年　共著
- 『第5版実験化学講座，20-1分析化学』丸善　2007年　共著
- 『分析化学実験の単位操作法』朝倉書店　2004年　共著
- 『基本分析化学』朝倉書店　2004年　共著

## 受賞
- 日本分析化学会奨励賞 1986年[3]
- 石川テレビ賞 2019年[7]

## 特許
- 希土類金属の抽出剤および抽出分離法[3]